# بخش تووانگ
بخش تووانگ (به انگلیسی: Tawang district) یک منطقهٔ مسکونی در هند است که در آروناچال پرادش واقع شده‌است. بخش تووانگ ۲٬۰۸۵ کیلومتر مربع مساحت و ۴۹٬۹۷۷ نفر جمعیت دارد.